# Метчозеро
Метчозеро — озеро на территории Сумпосадского сельского поселения Беломорского района Республики Карелии.

## Общие сведения
Площадь озера — 1,8 км². Располагается на высоте 140,7 метров над уровнем моря.
Форма озера лопастная, продолговатая: вытянуто с севера на юг. Берега изрезанные, каменисто-песчаные.
Через озеро протекает Лавтручей, впадающий в реку Луду, которая впадает в Корбозеро, через которое протекает Сума, впадающая в Онежскую губу Белого моря (Поморский берег).
В озере более десятка безымянных островов различной площади, однако их количество может варьироваться в зависимости от уровня воды.
Код объекта в государственном водном реестре — 02020001411102000008998.